# O Menino Que Queria ser Deus
O Menino Que Queria ser Deus é o segundo álbum de estúdio do rapper brasileiro Djonga. lançado dia 13 de Março de 2018 pela gravadora Ceia. O álbum foi eleito o 6º melhor disco brasileiro de 2018 pela revista Rolling Stone Brasil e um dos 25 melhores álbuns brasileiros do primeiro semestre de 2018 pela Associação Paulista de Críticos de Arte.

## Conceito
As letras do álbum se utilizam de uma linguagem direta, com punchlines e versos “gritados”, para abordar questões acerca da vida pessoal do rapper e questões sociais e raciais.  

## Arte da capa
A arte da capa do álbum foi feita pelo multiartista 1993Agosto A capa, que traz uma mulher negra com Djonga sentado em seu colo e o artista pisando em um homem branco. Sobre a temática e inspirações da capa, Djonga falou que "Talvez tenha um pouco do To Pimp a Butterfly, porque eu apareço pisando naquele político branco, mas nada que tenha uma explicação exata".

## Lançamento e promoção
O álbum contando com 10 faixas e participações de rappers como Sant, Karol Conká e Hot, com produção executiva da Ceia Ent., produção de CoyoteBeats e mixagem e masterização de Arthur Luna, o álbum, em sua maioria foi gravado no estúdio Nebula Records.A primeira faixa do álbum a ganhar videoclipe foi ''CORRA'', sendo lançado em 5 de abril de 2018, dirigido por Haruo Kaneko ( Brwax ) e Rafael Carvalho e roteirizado por Djonga inspirado no filme de terror do cineasta americano Jordan Peele, Get Out.Junho de 94 foi a segunda a faixa a ganhar videoclipe, sendo em 18 de maio de 2018, dirigido por Gabriel Solano e roteirizado pelo próprio rapper.

## Faixas
| Edição padrão  |                                                |                |                                                    |         |  |
| N.º            | Título                                         | Compositor(es) | Produtor(es)                                       | Duração |  |
| 1.             | "ATÍPICO (com Coyote Beatz)"                   | Djonga         | Coyote Beatz e Felipe Datti                        | 3:19    |  |
| 2.             | "JUNHO DE 94 (com Coyote Beatz)"               | Djonga         | Coyote Beatz e DJ Cost                             | 5:29    |  |
| 3.             | "UFA (com Sidoka, Sant e Coyote Beatz)"        | Djonga         | Coyote Beatz                                       | 5:52    |  |
| 4.             | "1010 (com Coyote Beatz)"                      | Djonga         | Coyote Beatz                                       | 3:57    |  |
| 5.             | "SOLTO (com Thiago Braga, Hot e Coyote Beatz)" | Djonga         | Coyote Beatz e Thiago Braga                        | 3:39    |  |
| 6.             | "CANÇÃO PRO MEU FILHO (com Coyote Beatz)"      | Djonga         | Coyote Beatz e Felipe Datti                        | 3:32    |  |
| 7.             | "CORRA (com Coyote Beatz)"                     | Djonga         | Coyote Beatz                                       | 3:39    |  |
| 8.             | "ESTOURO (com Karol Conká e Coyote Beatz)"     | Djonga         | Coyote Beatz e Felipe Datti                        | 3:31    |  |
| 9.             | "DE LÁ (com Coyote Beatz)"                     | Djonga         | Coyote Beatz, Vinicius Ribeiro e Felipe Datti      | 2:46    |  |
| 10.            | "ETERNO (com Coyote Beatz)"                    | Djonga         | Coyote Beatz, Felipe Datti e Marcus Vinicius Lopes | 3:46    |  |
| Duração total: | Duração total:                                 | Duração total: | Duração total:                                     | 39:33   |  |